# Один рубль 1898 года

На лицевой и оборотной сторонах размещён Малый Государственный герб образца 1883 года.

Государственный кредитный билет 1 рубль 1898 года — бумажный денежный знак Российской империи, появившийся в обращении в результате денежной реформы 1895—1897. Золотое содержание одного рубля — 17,424 доли или 0,7742 грамма.
Согласно Высочайшему указу от 14 ноября 1897 года (№ 14633) на лицевой стороне билета помещена следующая надпись:

«Государственный банк разменивает кредитные билеты на золотую монету без ограничения суммы (1 руб.=1/15 империала, содержит 17,424 долей чистого золота)»

На оборотной стороне помещены 3 параграфа из этого указа о правилах их обращения.

1. «Размен Государственных кредитных билетов на золотую монету обеспечивается всем достоянием Государства.
2. Государственные кредитные билеты имеют хождение по всей Империи наравне с золотою монетою.
3. За подделку кредитных билетов виновные подвергаются лишению всех прав состояния и ссылке в каторжную работу».

Напечатан на белой бумаге с водяными знаками. Печатался с лицевой и обратной стороны в две краски типографским способом. Для печати банкноты применялась т. н. «Орловская печать» одним клише в две краски с непрерывными стыками двух цветов сетки.
Кредитные билеты достоинством 1 рубль 1898 года с обычной и с упрощённой нумерацией находились в обращении до 1 октября 1922 года, когда, согласно декрету Совета народных комиссаров от 8 октября 1922 года «Об установлении однородности денежного обращения», утратили платёжную силу. Их обмен производился из расчёта 10 000 рублей за 1 рубль денежными знаками образца 1922 года.

## 1 рубль 1898 года образца 1887 года (длинный номер)

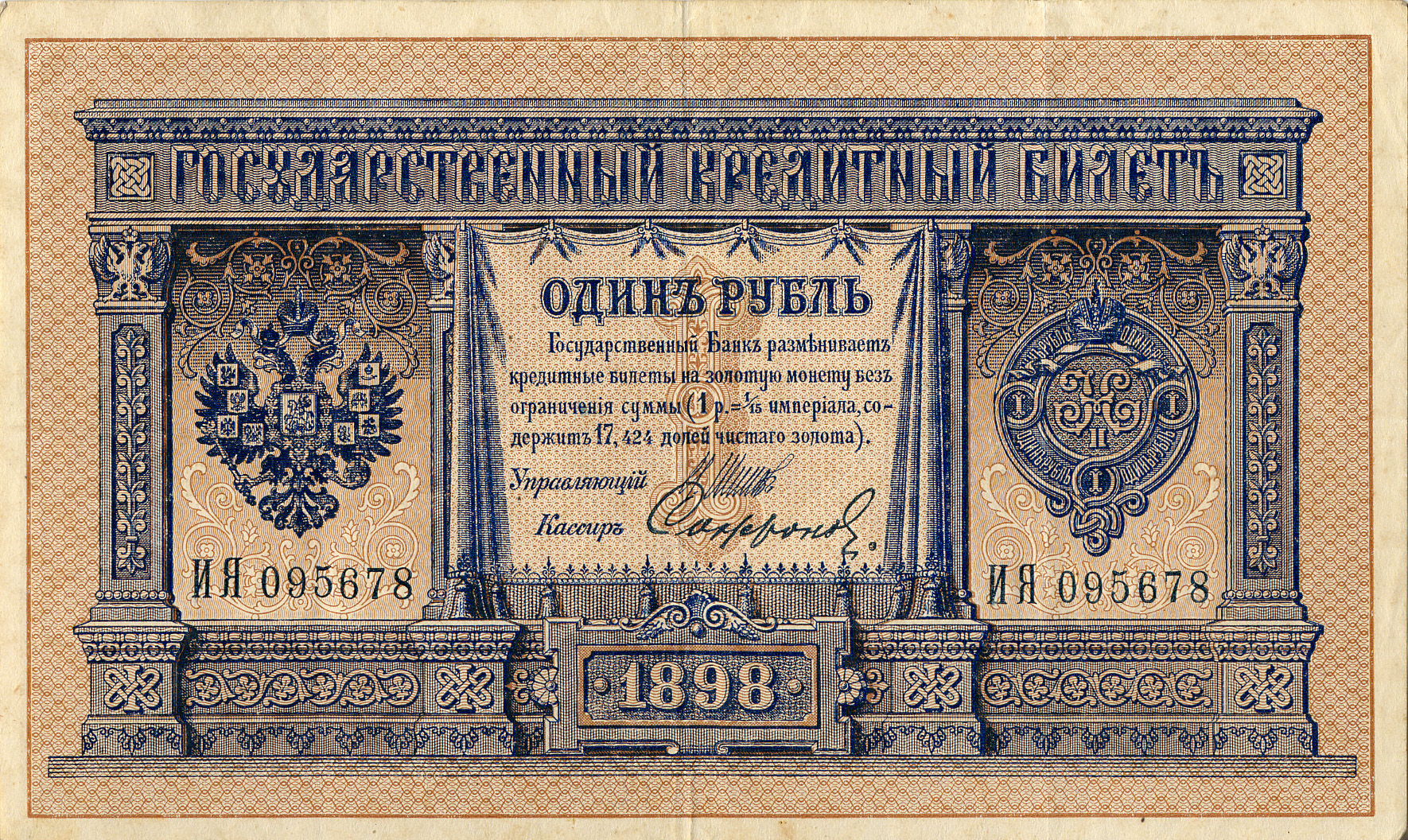
1 рубль образца 1887 года с датой 1898 года (выпуск 1898—1915 годов)

| Государственный кредитный билет 1 рубль 1898 года образца 1887 года (длинный номер) | Государственный кредитный билет 1 рубль 1898 года образца 1887 года (длинный номер) | Государственный кредитный билет 1 рубль 1898 года образца 1887 года (длинный номер) | Государственный кредитный билет 1 рубль 1898 года образца 1887 года (длинный номер) | Государственный кредитный билет 1 рубль 1898 года образца 1887 года (длинный номер) | Государственный кредитный билет 1 рубль 1898 года образца 1887 года (длинный номер) | Государственный кредитный билет 1 рубль 1898 года образца 1887 года (длинный номер)                                                                | Государственный кредитный билет 1 рубль 1898 года образца 1887 года (длинный номер) | Государственный кредитный билет 1 рубль 1898 года образца 1887 года (длинный номер) | Государственный кредитный билет 1 рубль 1898 года образца 1887 года (длинный номер) | Государственный кредитный билет 1 рубль 1898 года образца 1887 года (длинный номер) | Государственный кредитный билет 1 рубль 1898 года образца 1887 года (длинный номер) |
| Изображения                                                                         | Изображения                                                                         | Номинал                                                                             | Размеры                                                                             | Основной цвет                                                                       | Описание | Описание | Описание                                                                            | Дата                                                                                | Дата                                                                                | Дата                                                                                | Примечание                                                                          |
| Аверс                                                                               | Реверс                                                                              | Номинал                                                                             | Размеры                                                                             | Основной цвет                                                                       | Аверс | Реверс | Водяной знак                                                                        | печати                                                                              | выпуска                                                                             | изъятия                                                                             | Примечание                                                                          |
| ----------------------------------------------------------------------------------- | ----------------------------------------------------------------------------------- | ----------------------------------------------------------------------------------- | ----------------------------------------------------------------------------------- | ----------------------------------------------------------------------------------- | --- | --- | ----------------------------------------------------------------------------------- | ----------------------------------------------------------------------------------- | ----------------------------------------------------------------------------------- | ----------------------------------------------------------------------------------- | ----------------------------------------------------------------------------------- |
|                                                                                     |                                                                                     | 1                                                                                   | 151×89 мм                                                                           | Синий, коричневый                                                                   | Сверху на билете крупная надпись «Государственный кредитный билет». Слева изображён малый государственный герб 1883 года. Справа — вензель Николая II. Фон коричневый. Рисунок синий. Печать чёрно-синяя. | Слева — крупно номинал 1 рубль. Посередине — малый государственный герб 1883 года. Справа — 3 параграфа из указа.. Фон коричневый. Рисунок жёлтый. |                                                                                     | 1898                                                                                | 1898                                                                                | 1 октября 1922                                                                      | Нумерация шестизначная порядковая (например, «АА 123456»)                           |

Государственный кредитный билет 1 рубль по внешнему виду повторял аналогичный номинал образца 1887 года с изменениями в надписях согласно указу от 14 ноября 1897 года.
Нумерация шестизначная порядковая (например, «АА 123456»)
В качестве литер серий использовались следующие буквы алфавита: А, Б, В, Г, Д, Е, З, И, К, Л, Љ, М, Н, О, П, Р, С, Т, У, Ф, Х, Ц, Ч, Ъ, Ь, Э, Я, Ө.
Дата на билете, независимо от реального года выпуска, оставалась неизменной (то есть 1898).
Образцы этого билета стали рассылаться по конторам и отделениям Государственного банка только в 1900 году на основании циркуляра банка от 18 июля 1900 года (№ 16/а). При этом выдачу билетов 1 рубль 1898 года конторам и отделениям Государственного банка предлагалось производить только «лишь при совершенном израсходовании» запасов однорублёвых билетов прежних выпусков.
Кредитный билет 1 рубль выпускался до 1915 года.

## Эмиссии государственных кредитных билетов
| Управляющий   | Период эмиссии | Кол-во кассиров | Тираж (млн. шт.) |
| ------------- | -------------- | --------------- | ---------------- |
| Э. Д. Плеске  | 1898—1903      | 8               | 55,5             |
| С. И. Тимашев | 1903—1909      | 20              | 19,5             |
| А. В. Коншин  | 1910—1914      | 5               | 3                |
| И. П. Шипов   | 1914—1915      | 10              | 199              |

## Подписи и серии
| Подписи управляющих на билете 1 рубль 1898 года (длинный номер) | Подписи управляющих на билете 1 рубль 1898 года (длинный номер) | Подписи управляющих на билете 1 рубль 1898 года (длинный номер) | Подписи управляющих на билете 1 рубль 1898 года (длинный номер) | Подписи управляющих на билете 1 рубль 1898 года (длинный номер) | Подписи управляющих на билете 1 рубль 1898 года (длинный номер) |
| № банкноты по Денисову                                          | Управляющий                                                     | Подпись                                                         | Период эмиссии                                                  | Кол-во кассиров                                                 | Серии                                                           |
| --------------------------------------------------------------- | --------------------------------------------------------------- | --------------------------------------------------------------- | --------------------------------------------------------------- | --------------------------------------------------------------- | --------------------------------------------------------------- |
| К-24.1                                                          | Э. Д. Плеске                                                    |                                                                 | 1898—1903                                                       | 8                                                               | АА-БӨ                                                           |
| К-24.2                                                          | С. И.Тимашев                                                    |                                                                 | 1903—1909                                                       | 20                                                              | БӨ-ВФ                                                           |
| К-24.3                                                          | А. В. Коншин                                                    |                                                                 | 1910—1914                                                       | 5                                                               | ВХ-ВЧ                                                           |
| К-24.4                                                          | И. П. Шипов                                                     |                                                                 | 1914—1915                                                       | 10                                                              | ВЪ-ЛЉ                                                           |

## 1 рубль 1898 года образца 1887 года с упрощённой нумерацией
| Государственный кредитный билет 1 рубль 1898 года образца 1887 года (короткий номер) | Государственный кредитный билет 1 рубль 1898 года образца 1887 года (короткий номер) | Государственный кредитный билет 1 рубль 1898 года образца 1887 года (короткий номер) | Государственный кредитный билет 1 рубль 1898 года образца 1887 года (короткий номер) | Государственный кредитный билет 1 рубль 1898 года образца 1887 года (короткий номер) | Государственный кредитный билет 1 рубль 1898 года образца 1887 года (короткий номер) | Государственный кредитный билет 1 рубль 1898 года образца 1887 года (короткий номер)                                                              | Государственный кредитный билет 1 рубль 1898 года образца 1887 года (короткий номер) | Государственный кредитный билет 1 рубль 1898 года образца 1887 года (короткий номер) | Государственный кредитный билет 1 рубль 1898 года образца 1887 года (короткий номер) | Государственный кредитный билет 1 рубль 1898 года образца 1887 года (короткий номер) | Государственный кредитный билет 1 рубль 1898 года образца 1887 года (короткий номер)                    |
| Изображения                                                                          | Изображения                                                                          | Номинал                                                                              | Размеры                                                                              | Основной цвет                                                                        | Описание | Описание | Описание                                                                             | Дата                                                                                 | Дата                                                                                 | Дата                                                                                 | Примечание                                                                                              |
| Аверс                                                                                | Реверс                                                                               | Номинал                                                                              | Размеры                                                                              | Основной цвет                                                                        | Аверс | Реверс | Водяной знак                                                                         | печати                                                                               | выпуска                                                                              | изъятия                                                                              | Примечание                                                                                              |
| ------------------------------------------------------------------------------------ | ------------------------------------------------------------------------------------ | ------------------------------------------------------------------------------------ | ------------------------------------------------------------------------------------ | ------------------------------------------------------------------------------------ | --- | --- | ------------------------------------------------------------------------------------ | ------------------------------------------------------------------------------------ | ------------------------------------------------------------------------------------ | ------------------------------------------------------------------------------------ | --- |
|                                                                                      |                                                                                      | 1                                                                                    | 151×89 мм                                                                            | Синий, коричневый                                                                    | Сверху на билете крупная надпись «Государственный кредитный билет». Слева изображён малый государственный герб 1883 года. Справа — вензель Николая II. Фон коричневый. Рисунок синий. Печать чёрно-синяя. | Слева — крупно номинал 1 рубль. Посередине — малый государственный герб 1883 года. Справа — 3 параграфа из указа. Фон коричневый. Рисунок жёлтый. |                                                                                      | 1915                                                                                 | 6 декабря 1915                                                                       | 1 октября 1922                                                                       | Нумерация билетов одно-, двух и трёхзначная серийная, серии двухлитерные (например НА-1, НА-10, НА-100) |

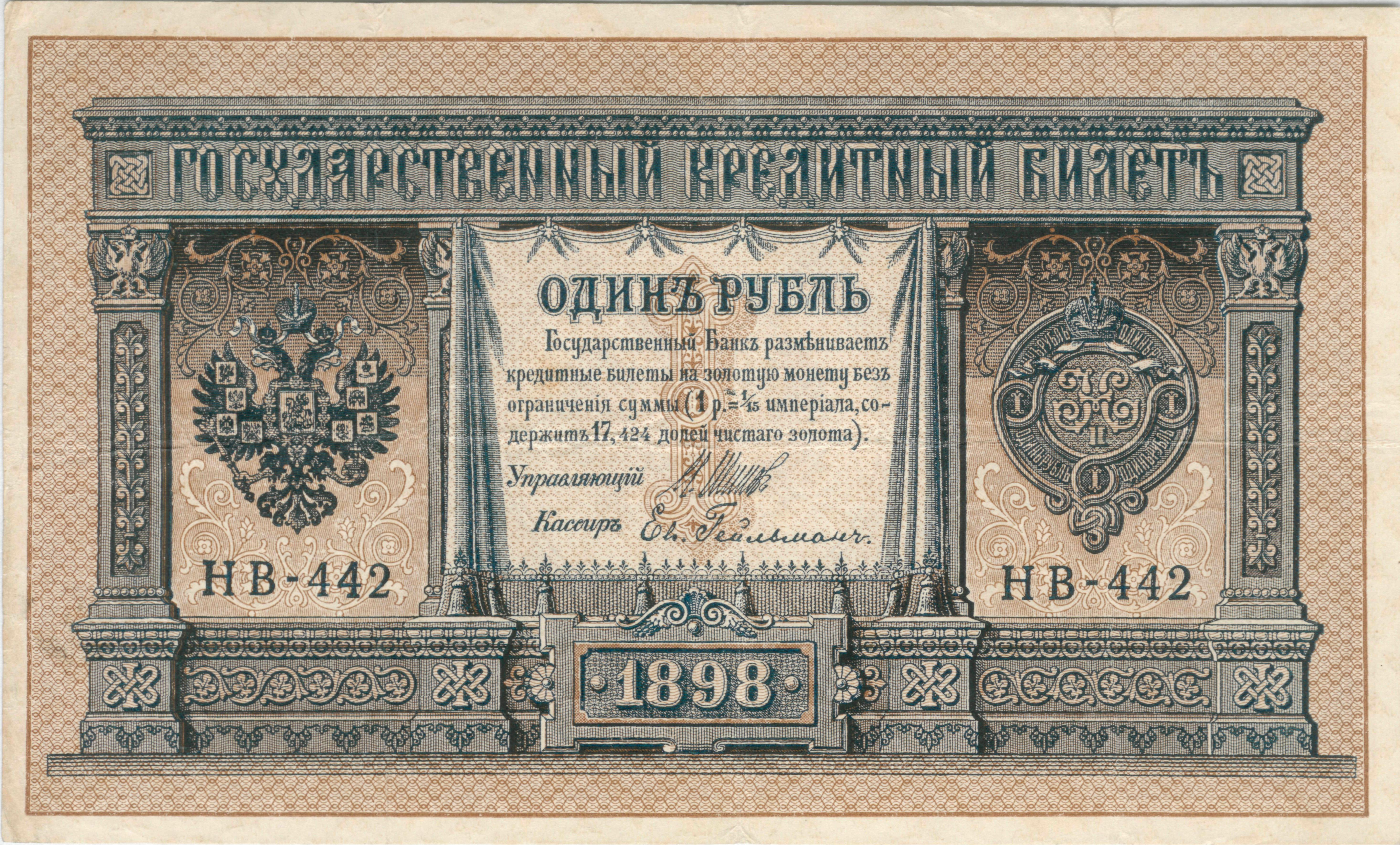
1 рубль 1898 года образца 1887 года (выпуск 1915 года) с упрощённой нумерацией

В соответствии с указом от 6 декабря 1915 года был выпущен в обращение кредитный билет номиналом 1 рубль, который по внешнему виду полностью повторял аналогичный билет образца 1898 года, но с упрощённой нумерацией. Нумерация билетов одно-, двух и трёхзначная серийная, серии двухлитерные (например НА-1, НА-10, НА-100).
Каждая серия (с одним и тем же номером) выпускалась тиражом 1 миллион экземпляров.
Все билеты подписаны управляющим И. П. Шиповым, (независимо от реального времени их выпуска).
Кредитные билеты 1 рубль с упрощённой нумерацией выпускались по 1918 год.

## Эмиссии государственных кредитных билетов
| Управляющий                           | Период эмиссии | Кол-во кассиров | Тираж (млн. шт.) |
| ------------------------------------- | -------------- | --------------- | ---------------- |
| И. П. Шипов (царское правительство)   | 1915—1917      | 10              | 127              |
| И. П. Шипов (временное правительство) | 1917           | 13              | 183              |
| И. П. Шипов (правительство РСФСР)     | 1917—1918      | 10              | 214              |

## Подписи и серии
| 1 рубль 1898 (длинный номер) | 1 рубль 1898 (длинный номер) | 1 рубль 1898 (длинный номер) | 1 рубль 1898 (длинный номер) | 1 рубль 1898 (длинный номер) | 1 рубль 1898 (длинный номер) |
| № банкноты по Денисову       | Период                       | Подпись                      | Период эмиссии               | Кол-во кассиров              | Серии                        |
| ---------------------------- | ---------------------------- | ---------------------------- | ---------------------------- | ---------------------------- | ---------------------------- |
| К-38.1                       | Царское правительство        | И. П. Шипов                  | 1915—1917                    | 10                           | НА-1 — НА-127                |
| К-38.2                       | Временное правительство      | И. П. Шипов                  | 1917                         | 13                           | НА-128 — НБ-310              |
| К-38.3                       | Правительство РСФСР          | И. П. Шипов                  | 1917—1918                    | 10                           | НБ-311 — НВ-524              |

### Подписи кассиров
Кроме подписи управляющего на кредитном билете ставилась подпись кассира. При этом утрата подписи кассира была равнозначна утрате одного из двух серийных номеров. Государственный кредитный билет, который по какой-либо причине утратил подпись кассира и одновременно с нею один из серийных номеров, либо утратил оба свои номера при сохранении подписи кассира, не только терял платёжность, но даже к обмену Государственным банком не принимался.

### Чередование подписей кассиров
Подписи кассиров чередовались на кредитном билете 1 рубль в зависимости от последней цифры номера серии.
| №  | Фамилия      | Подпись | Серии                                                         | Последняя цифра серии | Всего серий подписано |
| -- | ------------ | ------- | ------------------------------------------------------------- | --------------------- | --------------------- |
| 1  | А Алексеев   |         | с НА-1 по НВ-521                                              | 1                     | 52                    |
| 2  | Ев Гейльман  |         | с НА-2 по НВ-522                                              | 2                     | 52                    |
| 3  | Г. де Милло  |         | с НА-3 по НВ-523                                              | 3                     | 52                    |
| 4  | Дудолькевич  |         | с НА-4 по НБ-264                                              | 4                     | 27                    |
| 5  | Быков        |         | с НБ-274 по НВ-524                                            | 4                     | 25                    |
| 6  | Лавровский   |         | с НА-5 по НБ-265                                              | 5                     | 27                    |
| 7  | Гальцов      |         | с НБ-275 по НВ-515                                            | 5                     | 24                    |
| 8  | Лошкин       |         | с НА-6 по НА-516                                              | 6                     | 51                    |
| 9  | М Осипов     |         | с НА-7 по НВ-517                                              | 7                     | 51                    |
| 10 | Поликарпович |         | с НА-8 по НБ-268                                              | 8                     | 27                    |
| 11 | Титов        |         | с НБ-278 по НВ-498 (Банкноты НВ-508 и НВ-518 пока не найдены) | 8                     | 24                    |
| 12 | В Протопопов |         | с НА-9 по НА-519                                              | 9                     | 52                    |
| 13 | Стариков     |         | с НА-10 по НВ-520                                             | 0                     | 52                    |

| Литеры | А. Алексеев           | Ев. Гейльман          | Г де Милло            | Дудолькевич           | Быков                 | Гальцов               | Лавровский            | Лошкин                | М. Осипов             | Титов                 | Поликарпович          | В. Протопопов         | Стариков              |
| Литеры | Последняя цифра серии | Последняя цифра серии | Последняя цифра серии | Последняя цифра серии | Последняя цифра серии | Последняя цифра серии | Последняя цифра серии | Последняя цифра серии | Последняя цифра серии | Последняя цифра серии | Последняя цифра серии | Последняя цифра серии | Последняя цифра серии |
| Литеры | 1                     | 2                     | 3                     | 4                     | 4                     | 5                     | 5                     | 6                     | 7                     | 8                     | 8                     | 9                     | 0                     |
| НА     |                       |                       |                       |                       |                       |                       |                       |                       |                       |                       |                       |                       |                       |
| ------ | --------------------- | --------------------- | --------------------- | --------------------- | --------------------- | --------------------- | --------------------- | --------------------- | --------------------- | --------------------- | --------------------- | --------------------- | --------------------- |
| НА     | 1                     | 2                     | 3                     | 4                     |                       |                       | 5                     | 6                     | 7                     |                       | 8                     | 9                     | 10                    |
| НА     | 11                    | 12                    | 13                    | 14                    |                       |                       | 15                    | 16                    | 17                    |                       | 18                    | 19                    | 20                    |
| НА     | 21                    | 22                    | 23                    | 24                    |                       |                       | 25                    | 26                    | 27                    |                       | 28                    | 29                    | 30                    |
| НА     | 31                    | 32                    | 33                    | 34                    |                       |                       | 35                    | 36                    | 37                    |                       | 38                    | 39                    | 40                    |
| НА     | 41                    | 42                    | 43                    | 44                    |                       |                       | 45                    | 46                    | 47                    |                       | 48                    | 49                    | 50                    |
| НА     | 51                    | 52                    | 53                    | 54                    |                       |                       | 55                    | 56                    | 57                    |                       | 58                    | 59                    | 60                    |
| НА     | 61                    | 62                    | 63                    | 64                    |                       |                       | 65                    | 66                    | 67                    |                       | 68                    | 69                    | 70                    |
| НА     | 71                    | 72                    | 73                    | 74                    |                       |                       | 75                    | 76                    | 77                    |                       | 78                    | 79                    | 80                    |
| НА     | 81                    | 82                    | 83                    | 84                    |                       |                       | 85                    | 86                    | 87                    |                       | 88                    | 89                    | 90                    |
| НА     | 91                    | 92                    | 93                    | 94                    |                       |                       | 95                    | 96                    | 97                    |                       | 98                    | 99                    | 100                   |
| НА     | 101                   | 102                   | 103                   | 104                   |                       |                       | 105                   | 106                   | 107                   |                       | 108                   | 109                   | 110                   |
| НА     | 111                   | 112                   | 113                   | 114                   |                       |                       | 115                   | 116                   | 117                   |                       | 118                   | 119                   | 120                   |
| НА     | 121                   | 122                   | 123                   | 124                   |                       |                       | 125                   | 126                   | 127                   |                       |                       |                       |                       |

| Литеры | А Алексеев            | Ев Гейльман           | Г де Милло            | Дудоль- кевич         | Быков                 | Гальцов               | Лавров- ский          | Лошкин                | М Осипов              | Титов                 | Поликар- пович        | В Прото- попов        | Стариков              |
| Литеры | Последняя цифра серии | Последняя цифра серии | Последняя цифра серии | Последняя цифра серии | Последняя цифра серии | Последняя цифра серии | Последняя цифра серии | Последняя цифра серии | Последняя цифра серии | Последняя цифра серии | Последняя цифра серии | Последняя цифра серии | Последняя цифра серии |
| Литеры | 1                     | 2                     | 3                     | 4                     | 4                     | 5                     | 5                     | 6                     | 7                     | 8                     | 8                     | 9                     | 0                     |
| НА     |                       |                       |                       |                       |                       |                       |                       |                       |                       |                       |                       |                       |                       |
| ------ | --------------------- | --------------------- | --------------------- | --------------------- | --------------------- | --------------------- | --------------------- | --------------------- | --------------------- | --------------------- | --------------------- | --------------------- | --------------------- |
| НА     |                       |                       |                       |                       |                       |                       |                       |                       |                       |                       | 128                   | 129                   | 130                   |
| НА     | 131                   | 132                   | 133                   | 134                   |                       |                       | 135                   | 136                   | 137                   |                       | 138                   | 139                   | 140                   |
| НА     | 141                   | 142                   | 143                   | 144                   |                       |                       | 145                   | 146                   | 147                   |                       | 148                   | 149                   | 150                   |
| НА     | 151                   | 152                   | 153                   | 154                   |                       |                       | 155                   | 156                   | 157                   |                       | 158                   | 159                   | 160                   |
| НА     | 161                   | 162                   | 163                   | 164                   |                       |                       | 165                   | 166                   | 167                   |                       | 168                   | 169                   | 170                   |
| НА     | 171                   | 172                   | 173                   | 174                   |                       |                       | 175                   | 176                   | 177                   |                       | 178                   | 179                   | 180                   |
| НА     | 181                   | 182                   | 183                   | 184                   |                       |                       | 185                   | 186                   | 187                   |                       | 188                   | 189                   | 190                   |
| НА     | 191                   | 192                   | 193                   | 194                   |                       |                       | 195                   | 196                   | 197                   |                       | 198                   | 199                   | 200                   |
| НБ     |                       |                       |                       |                       |                       |                       |                       |                       |                       |                       |                       |                       |                       |
| 201    | 202                   | 203                   | 204                   |                       |                       | 205                   | 206                   | 207                   |                       | 208                   | 209                   | 210                   |                       |
| 211    | 212                   | 213                   | 214                   |                       |                       | 215                   | 216                   | 217                   |                       | 218                   | 219                   | 220                   |                       |
| 221    | 222                   | 223                   | 224                   |                       |                       | 225                   | 226                   | 227                   |                       | 228                   | 229                   | 230                   |                       |
| 231    | 232                   | 233                   | 234                   |                       |                       | 235                   | 236                   | 237                   |                       | 238                   | 239                   | 240                   |                       |
| 241    | 242                   | 243                   | 244                   |                       |                       | 245                   | 246                   | 247                   |                       | 248                   | 249                   | 250                   |                       |
| 251    | 252                   | 253                   | 254                   |                       |                       | 255                   | 256                   | 257                   |                       | 258                   | 259                   | 260                   |                       |
| 261    | 262                   | 263                   | 264                   |                       |                       | 265                   | 266                   | 267                   |                       | 268                   | 269                   | 270                   |                       |
| 271    | 272                   | 273                   |                       | 274                   | 275                   |                       | 276                   | 277                   | 278                   |                       | 279                   | 280                   |                       |
| 281    | 282                   | 283                   |                       | 284                   | 285                   |                       | 286                   | 287                   | 288                   |                       | 289                   | 290                   |                       |
| 291    | 292                   | 293                   |                       | 294                   | 295                   |                       | 296                   | 297                   | 298                   |                       | 299                   | 300                   |                       |
| 301    | 302                   | 303                   |                       | 304                   | 305                   |                       | 306                   | 307                   | 308                   |                       | 309                   | 310                   |                       |

| Литеры | А Алексеев            | Ев Гейльман           | Г де Милло            | Дудоль- кевич         | Быков                 | Гальцов               | Лавров- ский          | Лошкин                | М Осипов              | Титов                 | Поликар- пович        | В Прото- попов        | Стариков              |
| Литеры | Последняя цифра серии | Последняя цифра серии | Последняя цифра серии | Последняя цифра серии | Последняя цифра серии | Последняя цифра серии | Последняя цифра серии | Последняя цифра серии | Последняя цифра серии | Последняя цифра серии | Последняя цифра серии | Последняя цифра серии | Последняя цифра серии |
| Литеры | 1                     | 2                     | 3                     | 4                     | 4                     | 5                     | 5                     | 6                     | 7                     | 8                     | 8                     | 9                     | 0                     |
| НБ     |                       |                       |                       |                       |                       |                       |                       |                       |                       |                       |                       |                       |                       |
| ------ | --------------------- | --------------------- | --------------------- | --------------------- | --------------------- | --------------------- | --------------------- | --------------------- | --------------------- | --------------------- | --------------------- | --------------------- | --------------------- |
| НБ     | 311                   | 312                   | 313                   |                       | 314                   | 315                   |                       | 316                   | 317                   | 318                   |                       | 319                   | 320                   |
| НБ     | 321                   | 322                   | 323                   |                       | 324                   | 325                   |                       | 326                   | 327                   | 328                   |                       | 329                   | 330                   |
| НБ     | 331                   | 332                   | 333                   |                       | 334                   | 335                   |                       | 336                   | 337                   | 338                   |                       | 339                   | 340                   |
| НБ     | 341                   | 342                   | 343                   |                       | 344                   | 345                   |                       | 346                   | 347                   | 348                   |                       | 349                   | 350                   |
| НБ     | 351                   | 352                   | 353                   |                       | 354                   | 355                   |                       | 356                   | 357                   | 358                   |                       | 359                   | 360                   |
| НБ     | 361                   | 362                   | 363                   |                       | 364                   | 365                   |                       | 366                   | 367                   | 368                   |                       | 369                   | 370                   |
| НБ     | 371                   | 372                   | 373                   |                       | 374                   | 375                   |                       | 376                   | 377                   | 378                   |                       | 379                   | 380                   |
| НБ     | 381                   | 382                   | 383                   |                       | 384                   | 385                   |                       | 386                   | 387                   | 388                   |                       | 389                   | 390                   |
| НБ     | 391                   | 392                   | 393                   |                       | 394                   | 395                   |                       | 396                   | 397                   | 398                   |                       | 399                   | 400                   |
| НВ     |                       |                       |                       |                       |                       |                       |                       |                       |                       |                       |                       |                       |                       |
| 401    | 402                   | 403                   |                       | 404                   | 405                   |                       | 406                   | 407                   | 408                   |                       | 409                   | 410                   |                       |
| 421    | 422                   | 423                   |                       | 424                   | 425                   |                       | 426                   | 427                   | 428                   |                       | 429                   | 430                   |                       |
| 431    | 432                   | 433                   |                       | 434                   | 435                   |                       | 436                   | 437                   | 438                   |                       | 439                   | 440                   |                       |
| 441    | 442                   | 443                   |                       | 444                   | 445                   |                       | 446                   | 447                   | 448                   |                       | 449                   | 450                   |                       |
| 451    | 452                   | 453                   |                       | 454                   | 455                   |                       | 456                   | 457                   | 458                   |                       | 459                   | 460                   |                       |
| 461    | 462                   | 463                   |                       | 464                   | 465                   |                       | 466                   | 467                   | 468                   |                       | 469                   | 470                   |                       |
| 471    | 472                   | 473                   |                       | 474                   | 475                   |                       | 476                   | 477                   | 478                   |                       | 479                   | 480                   |                       |
| 481    | 482                   | 483                   |                       | 484                   | 485                   |                       | 486                   | 487                   | 488                   |                       | 489                   | 490                   |                       |
| 491    | 492                   | 493                   |                       | 494                   | 495                   |                       | 496                   | 497                   | 498                   |                       | 499                   | 500                   |                       |
| 501    | 502                   | 503                   |                       | 504                   | 505                   |                       | 506                   | 507                   | 508                   |                       | 509                   | 510                   |                       |
| 511    | 512                   | 513                   |                       | 514                   | 515                   |                       | 516                   | 517                   | 518                   |                       | 519                   | 520                   |                       |
| 521    | 522                   | 523                   |                       | 524                   |                       |                       |                       |                       |                       |                       |                       |                       |                       |

### Редкие серии
508, 518.
Государственные билеты с № 508 и 518, вероятнее всего, не были отпечатаны и следовательно не были выпущены в обращение. Скорее всего, это связано с отсутствием в Госбанке на тот период кассира Титова. Причина и документы отсутствия Титова пока не найдены.